# Fehér Tornyok
A Szürkerévtől keletre eső Toronydombok (Emyn Beraid) a tetejükön álló három magas Fehér Toronyról kapták nevüket. Ezek nem tündetornyok, hanem Arnor Elveszett Királyságának bástyái voltak. A legnyugatibb tartalmazta a hetedik és legértékesebb palantírt, amelynek hatalma odáig terjedt, hogy a Tengeren túlra is látni lehetett általa. Az Északi Királyság bukásával a lindoni tündék a saját gondjukba vették a Fehér Tornyokat és a Harmadkor végéig őrizték a látókövet, majd Círdan nyugatra vitte. Ezután Elessar király ismét Arnor királyságához csatolta az ősi tornyokat s azok ismét a dúnadánok lakhelyévé vált.